# 수치테페케스주

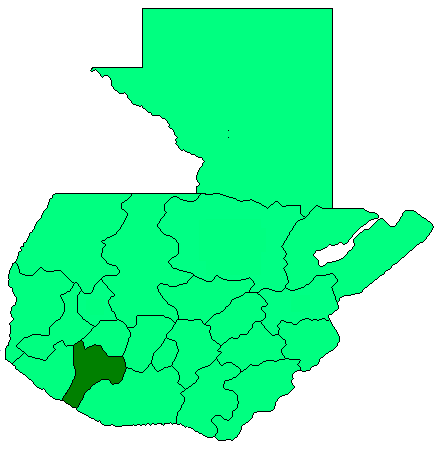
수치테페케스 주의 위치

수치테페케스주(스페인어: Departamento de Suchitepéquez)는 과테말라 남서부에 위치한 주로 주도는 마사테낭고이며 면적은 2,510km2, 인구는 403,945명(2003년 기준)이다.
북쪽으로는 케트살테낭고 주와 솔롤라 주, 치말테낭고 주, 남쪽으로는 태평양, 동쪽으로는 에스쿠인틀라 주, 서쪽으로는 레탈룰레우 주와 접한다. 20개 지방 자치체를 관할한다.